# Jacobo Bielak
Jacobo Bielak Radoshycka (Ciudad de México, 1940) es un ingeniero sísmico mexicano de origen judío.

## Biografía
Nacido en la Ciudad de México, se crio en el seno de una familia judía de origen polaco. Obtuvo su licenciatura en ciencias de la Universidad Nacional Autónoma de México en 1963. Posteriormente asistió a la Universidad Rice en Estados Unidos, completando su maestría en 1966, seguido de un doctorado del Instituto Tecnológico de California, graduándose en 1971. Bielak enseñó en la Universidad Carnegie Mellon, donde fue nombrado profesor de Ingeniería Civil y Ambiental de la Universidad Hamerschlag, y se le otorgó el estatus de profesor emérito al jubilarse en 2018.
En 2018, él y sus colaboradores completaron el Proyecto Quake, que ayudó a predecir cómo los terremotos impactan la infraestructura urbana. Su trabajo inicial fue la base para las disposiciones sísmicas de la estructura del suelo dentro del Programa Nacional de Reducción de Riesgos de Terremotos (NEHRP).
Bielak recibió el premio Gordon Bell en 2003 por su investigación computacional sobre los efectos de futuros terremotos en Los Ángeles. Fue elegido miembro de la Academia Nacional de Ingeniería de los Estados Unidos en 2010 "por avanzar en el conocimiento y los métodos en ingeniería sísmica y en la simulación de movimiento sísmico a escala regional".